# Vorbeugende Verbrechensbekämpfung
Die vorbeugende Verbrechensbekämpfung war ein Maßnahmenkatalog des NS-Staates zur planmäßigen Überwachung von potenziellen (Wiederholungs-)Straftätern und auch zum Terror gegen politisch und anderweitig unliebsame Personen. Nachdem der Anwendungsbereich der polizeilichen Vorbeugehaft um „Asoziale“ erweitert worden war, sollte der Katalog dazu dienen, die „durch die kriminalbiologischen Forschungen gewonnenen Erkenntnisse aus[zu]werten“.
Die beiden Hauptinstrumente waren die „polizeiliche planmäßige Überwachung“ und die „polizeiliche Vorbeugehaft“, mit denen die Kriminalpolizei, ähnlich der von der Gestapo verhängten Schutzhaft, das Recht bekam, Menschen ohne gesetzliche Grundlage oder richterlichen Beschluss zu überwachen und – in der Regel in einem Konzentrationslager – unbegrenzt festzuhalten. Die Maßnahmen richteten sich insbesondere gegen „Berufsverbrecher“, „Arbeitsscheue“, Obdachlose, „Zigeuner“, Prostituierte und Homosexuelle.

## Runderlass vom Dezember 1937
Mit dem Runderlass „Grundlegender Erlaß über die vorbeugende Verbrechensbekämpfung durch die Polizei“ des Reichsinnenministeriums vom 14. Dezember 1937 auf Grundlage der Verordnung des Reichspräsidenten zum Schutz von Volk und Staat wurde die vorbeugende Verbrechensbekämpfung reichsweit vereinheitlicht. Vorbeugungshaft war demnach anwendbar auf Personen, die als „Berufs- oder Gewohnheitsverbrecher“ mindestens dreimal mit Haftstrafen von wenigstens sechs Monaten verurteilt worden waren, wenn bei ihnen auch künftig mit strafbaren Handlungen zu rechnen sei. Vorbeugungshaft konnte auch gegen Personen angeordnet werden, die durch ihr „asoziales Verhalten die Allgemeinheit“ gefährdeten. Im Gegensatz zur Schutzhaft, die vierteljährlich überprüft wurde, war bei Vorbeugungshaft eine Prüfung erst binnen des zweiten Haftjahres und danach alle zwei Jahre vorgeschrieben. In den Richtlinien, die das Reichskriminalpolizeiamt am 4. April 1938 zum Grunderlass herausgab, wurde den Konzentrationslagern ausdrücklich die Funktion als „staatliche Besserungs- und Arbeitslager“ zugewiesen. Die Vertreter des „völkischen Polizeibegriffs“ verneinten individuelle Abwehrrechte und sahen in der „institutionelle[n] Ermächtigung“ die Polizei als „Staatsschutzkorps“, als „Instrument in der Hand des Führers“ mit der „Verpflichtung […] die Gemeinschaft vor jedem Schädling durch die hierzu erforderlichen Maßnahmen zu schützen“.
Als oberste Instanz für die Durchführung des Erlasses zur vorbeugenden Verbrechensbekämpfung und die Letztgenehmigung der Anträge auf Einweisung fungierte das Reichskriminalpolizeiamt, eine  Dienststelle der Sicherheitspolizei, ab Ende 1939 des Reichssicherheitshauptamtes (Amt V). Die Durchführung erfolgte  über die regionalen Kriminalpolizeileitstellen und den lokal zugeordneten Dienststellen, die sich "Expertise" bei den lokalen  Wohlfahrtstellen einholten. Im Rahmen des Verfahrens erstellten Kriminalpolizeibeamte anhand der ihnen zur Verfügung stehenden Daten „Kriminelle Lebensläufe“ der betreffenden Personen. Sowohl bei der „Polizeilichen planmäßigen Überwachung“ als auch bei der „Polizeilichen Vorbeugungshaft“ wurden auch Verurteilungen im Ausland berücksichtigt, die nicht länger als fünf Jahre zurücklagen, wobei aber Haftzeiten nicht mitgezählt wurden. Es gab einen großen Handlungs- und Ermessensspielraum aufgrund der ungeklärten Begriffe "Berufsverbrechertum", "Gemeinschaftsfremder" und "Asozial".
Gegen die „Polizeiliche planmäßige Überwachung“ und gegen die „Kriminalpolizeiliche Vorbeugungshaft“ konnten nach Zustimmung/Genehmigung des Reichskriminalamtes keine Rechtsmittel eingelegt werden. „Beschwerden und Gesuche“ konnten eingereicht werden, „über Beschwerden gegen die Entscheidungen des Reichskriminalpolizeiamtes [entschied] endgültig der Reichsführer SS und Chef der Deutschen Polizei“, Heinrich Himmler.
Der Erlass und die Durchführungsrichtlinien wurden insbesondere vom SS-Standartenführer Paul Werner, Abteilungsleiter im Reichssicherheitshauptamt, verfasst.

## Forschungsliteratur
- Jens Kolata: Zwischen Sozialdisziplinierung und „Rassenhygiene“. Die Verfolgung von „Asozialen“, „Arbeitsscheuen“, „Swingjugend“ und Sinti. In: Ingrid Bauz, Sigrid Brüggemann, Roland Maier (Hrsg.): Die Geheime Staatspolizei in Württemberg und Hohenzollern. Stuttgart 2013, ISBN 3-89657-145-1, S. 321–337.
- Andreas Schwegel: Der Polizeibegriff im NS-Staat. Polizeirecht, juristische Publizistik und Judikative 1931–1944. Mohr Siebeck, Tübingen 2005, ISBN 3-16-148762-1 (Beiträge zur Rechtsgeschichte des 20. Jahrhunderts 48) (zugleich Diss., Göttingen, Univ. 2004).
- Karl-Leo Terhorst: Polizeiliche planmäßige Überwachung und polizeiliche Vorbeugungshaft im Dritten Reich. Ein Beitrag zur Rechtsgeschichte vorbeugender Verbrechensbekämpfung. Müller Juristischer Verlag, Heidelberg 1985, ISBN 3-8114-4085-3 (Studien und Quellen zur Geschichte des deutschen Verfassungsrechts A, 13) (zugleich Diss., Bonn, Univ. 1984/85).
- Patrick Wagner: Volksgemeinschaft ohne Verbrecher. Konzeptionen und Praxis der Kriminalpolizei in der Zeit der Weimarer Republik und des Nationalsozialismus. Christians, Hamburg 1996, ISBN 3-7672-1271-4 (Hamburger Beiträge zur Sozial- und Zeitgeschichte 34) (zugleich Diss., Hamburg, Univ. 1995: Kommissar Sisyphus träumt vom letzten Fall).